# رفراندوم جمهوری استرالیا (۱۹۹۹)

رفراندوم جمهوری استرالیا (۱۹۹۹)

رفراندوم جمهوری استرالیا (انگلیسی: 1999 Australian republic referendum) رفراندومی دربارهٔ تغییر قانون اساسی استرالیا و تبدیل این کشور به یک جمهوری به رهبری یک رئیس‌جمهور بود. نهایتاً این همه‌پرسی با ۵۴٫۸۷٪ رای «نه» شکست خورد.